# Uma Mulher Vestida de Sol
Uma mulher vestida de sol é um telefilme exibido como episódio do programa Terça Nobre em 13 de julho de 1994 pela Rede Globo. Trata-se de uma tragédia nordestina escrita em 1947 por Ariano Suassuna e adaptada pelo próprio para passar pela direção de Luiz Fernando Carvalho. Destoando dos padrões realistas da emissora na época, o drama se fez fiel à obra adotando o gênero de teleteatro para retratar a atmosfera de amor e violência do romanceiro popular sertanejo.

## Produção

### Elenco
| Intérprete            | Personagem          |
| --------------------- | ------------------- |
| Raul Cortez           | Joaquim Maranhão    |
| Tereza Seiblitz       | Rosa Maranhão       |
| Floriano Peixoto      | Francisco Rodrigues |
| Miriam Pires          | Donana              |
| Ana Lúcia Torre       | Inocência           |
| Sebastião Vasconcelos | Cícero              |
| Lineu Dias            | Antônio Rodrigues   |
| Bertrand Duarte       | Gavião              |
| Orlando Vieira        | Manuel              |
| Nanego Lira           | Inácio              |
| Soya Lira             | Joana               |

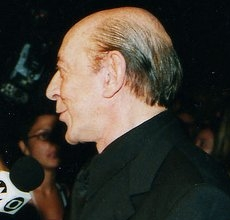
Raul Cortez como Joaquim
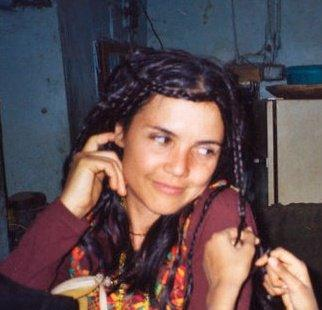
Tereza Seiblitz como a protagonista Rosa
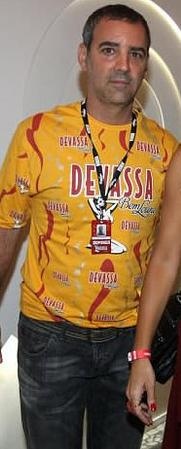
Floriano Peixoto como Francisco
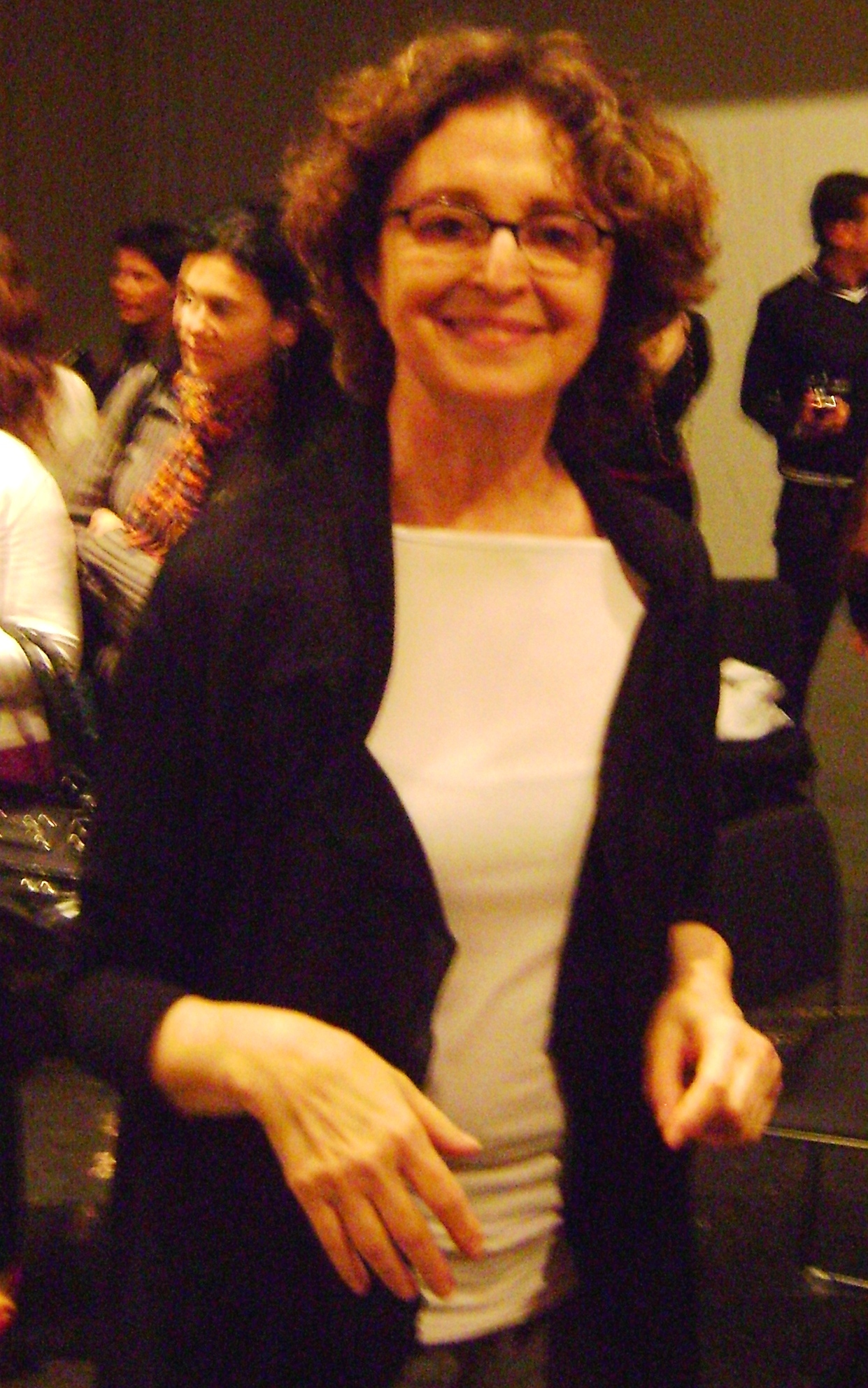
Ana Lúcia Torre como Inocência

## O autor e a obra
Ariano Suassuna vive a infância no sertão da Paraíba, onde adquire as primeiras referências de cultura popular. Seus primeiros textos são escritos depois de mudar-se com a família para Recife. Ao iniciar sua vida universitária, une-se a um grupo de estudantes artistas levados à guisa de Hermilo Borba Filho, ao lado de quem funda o Teatro do Estudante Pernambucano. Aos 20 anos, em 1947, Suassuna dá início a sua carreira de autor teatral com “Uma mulher vestida de sol”, ganhando o prêmio Nicolau Carlos Magno ao alcançar o primeiro lugar num concurso promovido pelo TEP. A obra foi a primeira grande tragédia produzida no Nordeste, sendo, ao mesmo tempo, a primeira tentativa do autor de recriar o romanceiro popular nordestino. Suassuna, a partir de então, assume um importante posto na história do teatro brasileiro com a inserção da improvisação e do texto popular na representação da cultura nordestina.

### Influência cristã
Criado como calvinista, definido como agnóstico por um tempo e como protestante quando escreveu a primeira versão da peça, o autor associa-se ao romanceiro ibérico ao converter-se à religião católica. A versão adaptada para televisão já evidencia a relação com a tragédia clássica ao abraçar elementos como honra familiar, incesto e aniquilação e, ainda, traçar uma linha humorística com as personagens – como é o caso do juíz e do delegado, cujas estruturas tão ínfimas remetem à ineficácia e covardia das figuras jurídicas presentes na estrutura social do Nordeste na época. O autor identifica nas relações sertanejas o esqueleto social medieval, que se baseia num esquema de troca de “serviços” entre patrões e empregados. Funde, assim, a tragédia ao drama do sertão. A pobreza, o sol quente e a terra árida formam uma atmosfera onde a fé se faz necessária como garantia à continuidade da vida. A presença dos rituais para enterro dos mortos, as preces constantes e o casamento, que assume um tom moralizante, são claras influências ao Cristianismo. A obra se inicia e tem seu fim com uma passagem da Bíblia.
- Na Bíblia:
  - 12 A mulher e o dragão – “Viu-se um grande sinal no céu, a saber, uma mulher vestida do sol com a lua debaixo dos pés e uma coroa de doze estrelas na cabeça, 2que, achando-se grávida, grita com as dores de parto, sofrendo tormentos para dar à luz.” (Ap, 12, 1-2)
- Na obra:
  - CÍCERO – “E viu-se um grande sinal no Céu, uma Mulher Vestida de Sol, que tinha a Lua debaixo dos seus pés, e uma Coroa de doze Estrelas sobre a sua cabeça; e, estando prenhada, clamava com dores de parto, e sofria tormentos por parir.” (SUASSUNA)

No final da peça, quando Rosa se apunhala ao lado de Francisco, surge a figura da Virgem Maria, permitindo a interpretação de que a morte é, na verdade, uma passagem para o mundo misericordioso de Deus.